# جو كول

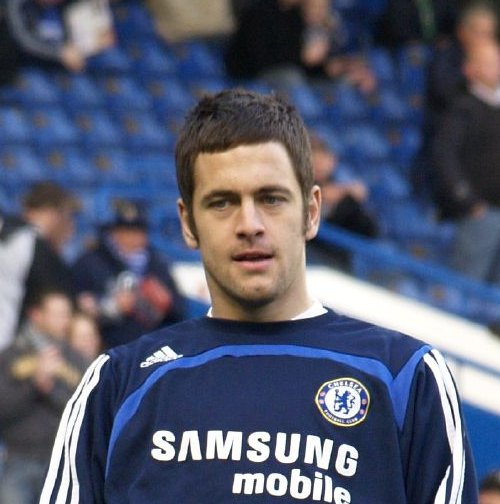
جو كول

جوزيف جون كول (بالإنجليزية: Joe Cole)‏، من مواليد 8 نوفمبر 1981 في لندن في إنجلترا، مُدرب كرة قدم إنجليزي ولاعب كرة قدم إنجليزي سابق، سبق وأن لعب مع عدة أندية إنجليزية ومنها تشيلسي وأستون فيلا وليفربول ولعب أيضًا مع منتخب إنجلترا.
بدأ مسيرته الكروية مع نادي وست هام يونايتد في عام 1998، وقد لعب معهم حتى عام 2003، وقد شارك في تلك الفترة في 126 مباراة وسجل 10 أهداف، وفي عام 2003 انتقل إلى نادي تشيلسي وفي صيف 2010-2011 انتقل إلى نادي ليفربول الإنجليزي.
و قد لعب جو كول مع منتخب إنجلترا لكرة القدم منذ عام 2001 وقد شارك في كأس العالم لكرة القدم 2002 وكأس العالم لكرة القدم 2006.
حصل على رابع أفضل لاعب في العالم عام 2005.

## مسيرته الكروية
لعب جو كول خلال مسيرته الاحترافية مع 7 أندية في اثنين وعشرين موسمًا وسجل خلالها 73 هدفًا ضمن 511 مباراة. حيث فاز في ثلاثة مواسم بالكأس وفي ثلاثة مواسم بالدوري.
خاض جو كول مسيرته مع نادي وست هام يونايتد في موسم 1998–99 في المرة الأولى ليلعب معه خمسة مواسم ثم في موسم 2012–13 ولمدة موسمين، مشاركًا طوالها في 156 مباراة سجل خلالها 15 هدفًا. ثم انتقل إلى نادي تشيلسي في موسم 2003–04 ليلعب معه سبعة مواسم، حيث شارك في 183 مباراة سجل خلالها 28 هدفًا. لينتقل بعدها إلى نادي ليفربول في موسم 2010–11 ولمدة موسمين، مشاركًا في 26 مباراة سجل خلالها 3 أهداف. ثم انتقل إلى نادي ليل في موسم 2011–12 لمدة موسم واحد، مشاركًا في 32 مباراة سجل خلالها 4 أهداف. هذا وانتقل لاحقًا إلى نادي أستون فيلا في موسم 2014–15 لمدة موسم واحد، مشاركًا في 12 مباراة سجل خلالها هدفًا واحدًا. ثم انتقل بعدها إلى نادي كوفنتري سيتي في موسم 2015–16 لمدة موسم واحد، مشاركًا في 22 مباراة سجل خلالها هدفين. ليعود وينتقل من جديد، لكن هذه المرة إلى Tampa Bay Rowdies ‏ في موسم 2016 واستمر معه طيلة ثلاثة مواسم، مشاركًا في 80 مباراة سجل خلالها 20 هدف.

## روابط خارجية
- جو كول على موقع الاتحاد الدولي (مؤرشف)  (الإنجليزية)
- جو كول على موقع الاتحاد الأوربي (الإنجليزية)
- جو كول على موقع إي إس بي إن إف سي (الإنجليزية)
- جو كول على موقع قاعدة بيانات كرة القدم.إي يو (الإنجليزية)
- جو كول على موقع ليكيب (الفرنسية)
- جو كول على موقع ناشيونال فوتبول تيمز (الإنجليزية)
- جو كول على موقع Soccerbase.com (لاعب) (الإنجليزية)
- جو كول على موقع Soccerway.com (الإنجليزية)
- جو كول على موقع عالم كرة القدم.نت (الإنجليزية)
- جو كول على موقع كووورة